# Peter Dubovský
Peter Dubovský (Bratislava, 7 de maig de 1972 - Ko Samui, 23 de juny de 2000) va ser un futbolista internacional eslovac. Va jugar com a davanter al Slovan Bratislava, el Reial Madrid, el Reial Oviedo i a les seleccions de Txecoslovàquia i Eslovàquia.

## Trajectòria
Va debutar amb la selecció txecoslovaca amb dinou anys el 1991, marcant sis gols en catorze partits abans de la divisió de Txecoslovàquia. Amb la selecció eslovaca jugà 33 partits, marcant dotze gols.
Va començar a jugar al FK Vinohrady Bratislava, aconseguint fitxar pel ŠK Slovan Bratislava on va esdevenir el millor jugador de l'any a la lliga eslovaca el 1993. Aquesta gran temporada amb el conjunt de Bratislava li va permetre fitxar pel Reial Madrid CF, on va jugar entre 1993 i 1995, quan va ser traspassat al Reial Oviedo. Al conjunt asturià va jugar cinc temporades.
Va morir a l'estiu del 2000 al llançar-se d'una cascada mentre practicava salts a Tailàndia, on estava de vacances.